# Hans Bartholin
Hans Bartholin (født 16. april 1665 i København, død 31. oktober 1738 sammesteds) var en dansk teolog, søn af professor Thomas Bartholin den ældre.
Indtil sin faders død (1680) blev han undervist i sit hjem på Hagestedgård, men senere kom han i Københavns Skole, og i året 1683 blev han student. Allerede 1684 rejste han udenlands for i Holland, England og Frankrig at studere de østerlandske sprog og den bibelske filologi. I Paris sluttede han et nøje venskab med sin landsmand Morten Reenberg, som ved at besøge ham daglig fik ham trukket ud af dårlig selskab - en vennetjeneste, som Bartholin aldrig glemte. 
I 1688 blev han hjemkaldt for at overtage et professorat i filosofi og en adjunktur i teologi ved universitetet, og efter få års forløb blev han provst ved Kommunitetet og professor i det hebraiske sprog. Endelig blev han 1693 medlem af det teologiske fakultet, og som sådant forsvarede han for den teologiske doktorgrad en afhandling: De Deo triuno, den sidste teologiske doktorpromotion i lange tider; først 1736 træffer vi den næste. 
Bartholin var Københavns Universitets rektor i 1703 og i 1722.
Bartholin var medlem af den kommission, der efter kongelig ordre trådte sammen for at gennemse Baggers Alterbog og for, navnlig med Kingos Salmebog som grundlag, at udarbejde "en fuldkommen Salmebog" både til kirkebrug og til husandagt. Da Sjællands Bispestol blev ledig 1710, ventede mange at se Bartholin som Henrik Bornemanns efterfølger; men Christen Worm, en ætling af en anden berømt professorfamilie, blev foretrukket for ham, efter sigende fordi Jacob Lodberg gennem sin ven, hofpræsten F.J. Lütkens, havde modarbejdet hans valg. 
Det var venskabet med magister Reenberg, der havde bragt Bartholin i fejde med Lodberg, og striden mellem de to teologer drejede sig navnlig om det spørgsmål, hvorvidt englene var skabte i de 6 dage eller før disse. Det første påstod Bartholin, og han har i en lærd disputats bekæmpet den modsatte opfattelse som socinianisme. Bartholin var nemlig ikke blot en lærd, men også en ivrig ortodoks teolog. I sine Elementa theologica (1710), der i en del år var en yndet teologisk lærebog, har han givet en fremstilling af dogmatikken, der i visse måder kan betragtes som en vejledning til forståelse af Jesper Brochmands berømte system. 
I Bartholin havde pietismen en af sine bitreste modstandere. Da pietisterne begyndte at arbejde for missionen, søgte han i nogle theses, der kun foreligger i håndskrift, at gendrive deres store forventninger om hedningernes omvendelse; da de i 1723 fik deres egen katekisme, anbefalet af biskop Worm, advarede han mod bogen som farlig for den rene lære, og kort før sin død samlede han alle sine indvendinger mod pietismen i et lille, ligeledes kun håndskrevet, skrift, Underretninger om en Del Pietisters Vildfarelse, der er at betragte som ortodoksiens svanesang i Danmark. 
Pietisterne havde imidlertid ikke ladet Bartholin uden svar. Den sværmerske degn på Lolland Christian Mundt mente endog at kunne bevise, at Bartholin hverken forstod "Begyndelsens Elementer i Guds synderlige Ord eller den almindelige Katekismus", og han erklærede, at i Bartholins "Elementer" var der "ikke én Trosartikel ret lært efter Troens Maade i Profeternes og Apostlernes Skrifter uden den ene Artikel om den hellige Skrift", som Bartholin efter degnens mening endda ikke forstod. I året 1731 nedlagde Bartholin alle sine embeder og trak sig tilbage til herregården Kongsdal, der dog ikke var hans ejendom.